# محرف عديم القيمة

المحرف عديم القيمة (بالإنجليزية: Null character)‏، ويختصر إلى NUL في بعض الأحيان، هو محرف تحكم له قيمة صفر. ويظهر في كثير من مجموعات المحارف مثل أسكي (ASCII) ويونيكود (UNICODE)،